# NFTO/Saison 2015
Dieser Artikel listet Erfolge und Fahrer des Radsportteams NFTO in der Saison 2015 auf.

## Erfolge in der UCI Europe Tour
In den Rennen der Saison 2015 der UCI Europe Tour gelangen die nachstehenden Erfolge.
| Datum     | Rennen                                     | Kat. | Fahrer          |
| --------- | ------------------------------------------ | ---- | --------------- |
| 26. April | Rutland-Melton International CiCLE Classic | 1.2  | Steele Von Hoff |
| 22. Mai   | 6. Etappe An Post Rás                      | 2.2  | Ian Bibby       |

## Abgänge – Zugänge
| Zugänge          | Team 2014            | Abgänge         | Team 2015               |
| ---------------- | -------------------- | --------------- | ----------------------- |
| Steele Von Hoff  | Garmin Sharp         | Adam Blythe     | Orica GreenEdge         |
| Jonathan McEvoy  | Team NetApp-Endura   | Russell Downing | Cult Energy Pro Cycling |
| Robert Partridge | Giordana Racing Team | Joshua Hunt     | One Pro Cycling         |
| Ian Bibby        | Madison Genesis      | Jonathan Mould  | One Pro Cycling         |
| Rhys Lloyd       | Metaltek-Kuota       | Samuel Williams | One Pro Cycling         |
| Tom Barras       | Wheelbase-Altura-MGD | Ryan Bevis      | Unbekannt               |
| Edmund Bradbury  | Neoprofi             | Dean Downing    | Unbekannt               |
| Eddie Dunbar     | Neoprofi             | James McCallum  | Unbekannt               |
| Justin Hoy       | Neoprofi             | John Wood       | Unbekannt               |
| Richard Mardle   | Neoprofi             |                 |                         |
| Zach May         | Neoprofi             |                 |                         |
| Joe Wiltshire    | Neoprofi             |                 |                         |

## Mannschaft
| Name                   | Geburtstag         | Nationalität           |
| ---------------------- | ------------------ | ---------------------- |
| Dale Appleby           | 19. Dezember 1986  | Vereinigtes Königreich |
| Tom Barras             | 21. Juli 1978      | Vereinigtes Königreich |
| Ian Bibby              | 20. Dezember 1986  | Vereinigtes Königreich |
| Edmund Bradbury        | 10. September 1992 | Vereinigtes Königreich |
| Edward Dunbar          | 1. September 1996  | Irland                 |
| Sam Harrison           | 24. Juni 1992      | Vereinigtes Königreich |
| Justin Hoy             | 27. September 1978 | Vereinigtes Königreich |
| James Lewis            | 1. November 1990   | Vereinigtes Königreich |
| Rhys Lloyd             | 23. Januar 1989    | Vereinigtes Königreich |
| James Lowsley Williams | 12. Januar 1992    | Vereinigtes Königreich |
| Greg Mansell           | 8. November 1987   | Vereinigtes Königreich |
| Richard Mardle         | 9. Dezember 1980   | Vereinigtes Königreich |
| Zach May               | 25. Juli 1995      | Vereinigtes Königreich |
| Jonathan McEvoy        | 2. August 1989     | Vereinigtes Königreich |
| Robert Partridge       | 11. September 1985 | Vereinigtes Königreich |
| Matthew Rowe           | 28. April 1988     | Vereinigtes Königreich |
| Steele Von Hoff        | 31. Dezember 1987  | Australien             |
| Hugh Wilson            | 18. April 1987     | Vereinigtes Königreich |
| Joe Wiltshire          | 1. März 1996       | Vereinigtes Königreich |